# Asynapta groverae
Asynapta groverae är en tvåvingeart som beskrevs av Jiang och Bu 2004. Asynapta groverae ingår i släktet Asynapta och familjen gallmyggor. Inga underarter finns listade i Catalogue of Life.